# آتشی جزیره دور
آتشی جزیره دور (نام علمی: Aphrastura masafuerae) نام یک گونه از تیره مرغان تنورساز است.